# Ново Луковец
Ново Луковец или Ново Луковиц (на гръцки: Σωτήρα, Сотира) е село в Република Гърция, в дем Воден, област Централна Македония.

## География
Селото е разположено на 11 km северно от Воден и на 3 km северозападно от старото село Луковец.

## История
Селото е изградено след края на Гражданската война и в него са настанени жителите на старото село Луковец.
| Година    | 1913 | 1920 | 1928 | 1940 | 1951 | 1961 | 1971 | 1981 | 1991 | 2001 | 2011 | 2021 |
| --------- | ---- | ---- | ---- | ---- | ---- | ---- | ---- | ---- | ---- | ---- | ---- | ---- |
| Население |      |      |      |      | 290  | 369  | 267  | 242  | 250  | 226  | 205  | 172  |